# Valles pagasts
Valles pagasts er en territorial enhed i Vecumnieku novads i Letland. Pagasten etableredes i 1900, havde 1.110 indbyggere i 2010 og omfatter et areal på 178,90 kvadratkilometer. Hovedbyen i pagasten er Valle.